# Archer Avenue Line
Archer Avenue Line (BMT) i Archer Avenue Line (IND) són dos línies de la Divisió B del Metro de Nova York, als Estats Units. Les dues línies transcorren majoritàriament per la zona de Jamaica del districte de Queens. Totes dues estan construïdes en dos nivells diferents, una connectada amb la línia Queens Boulevard (IND) (E) i Jamaica (BMT) (J Z). No tenen cap mena de connexió entre les seves vies.

## Serveis
La línia (o línies) comença a la terminal nord, Jamaica Center-Parsons/Archer (E J Z), com un metro a dos nivells, cada nivell amb dues vies. La línia va a través de l'avinguda Archer fins a l'estació de Sutphin Boulevard-Archer Avenue-JFK Airport, on es pot enllaçar amb Long Island Rail Road i AirTran JFK. A partir d'aquesta estació els dos nivells se separen.
El nivell inferior (J Z) cap a nord-oest, acabant amb una connexió amb la línia Jamaica (BMT). El nivell superior (E) va cap al nord amb una tercera estació Jamaica-Van Wyck i acaba amb un enllaç amb Queens Boulevard (IND).
| Llegenda dels serveis                   | Llegenda dels serveis                               |
| --------------------------------------- | --------------------------------------------------- |
| Stops all times                         | Para tot el temps                                   |
| Stops rush hours in peak direction only | Para en hora punta en direcció zones congestionades |
| Detalls dels periodes de temps          |                                                     |

### Archer Avenue Line (BMT)
| Accessible PMR               | Estacions                                   | Vies  | Serveis | Obertura             | Transbords i notes                                 |
| ---------------------------- | ------------------------------------------- | ----- | ------- | -------------------- | -------------------------------------------------- |
| Accessible PMR               | Jamaica Center-Parsons/Archer               | totes | J Z     | 11 de desembre, 1988 |                                                    |
| Accessible PMR               | Sutphin Boulevard-Archer Avenue-JFK Airport | totes | J Z     | 11 de desembre, 1988 | LIRR (estació Jamaica) AirTrain JFK (Aeroport JFK) |
| direcció Jamaica Line (J Z ) |                                             |       |         |                      |                                                    |

### Archer Avenue Line (IND)
| Accessible PMR                      | Estacions                                   | Vies  | Serveis | Obertura             | Transbords i notes                                 |
| ----------------------------------- | ------------------------------------------- | ----- | ------- | -------------------- | -------------------------------------------------- |
| Accessible PMR                      | Jamaica Center-Parsons/Archer               | totes | E       | 11 de desembre, 1988 |                                                    |
| Accessible PMR                      | Sutphin Boulevard-Archer Avenue-JFK Airport | totes | E       | 11 de desembre, 1988 | LIRR (estació Jamaica) AirTrain JFK (Aeroport JFK) |
| Accessible PMR                      | Jamaica-Van Wyck                            | totes | E       | 11 de desembre, 1988 |                                                    |
| direcció Queens Boulevard Line (E ) |                                             |       |         |                      |                                                    |

40° 44′ 4″ N, 73° 52′ 26″ O / 40.73444°N,73.87389°O